# Carl Faust (Maler)
Carl Faust, auch Karl Faust (* 30. Oktober 1874 in Reyershausen, Provinz Hannover; † 14. November 1935 in Düsseldorf), war ein deutscher Genre- und Porträtmaler der Düsseldorfer Schule. Insbesondere trat er als Kopist alter Meister in Erscheinung.

## Leben und Werk

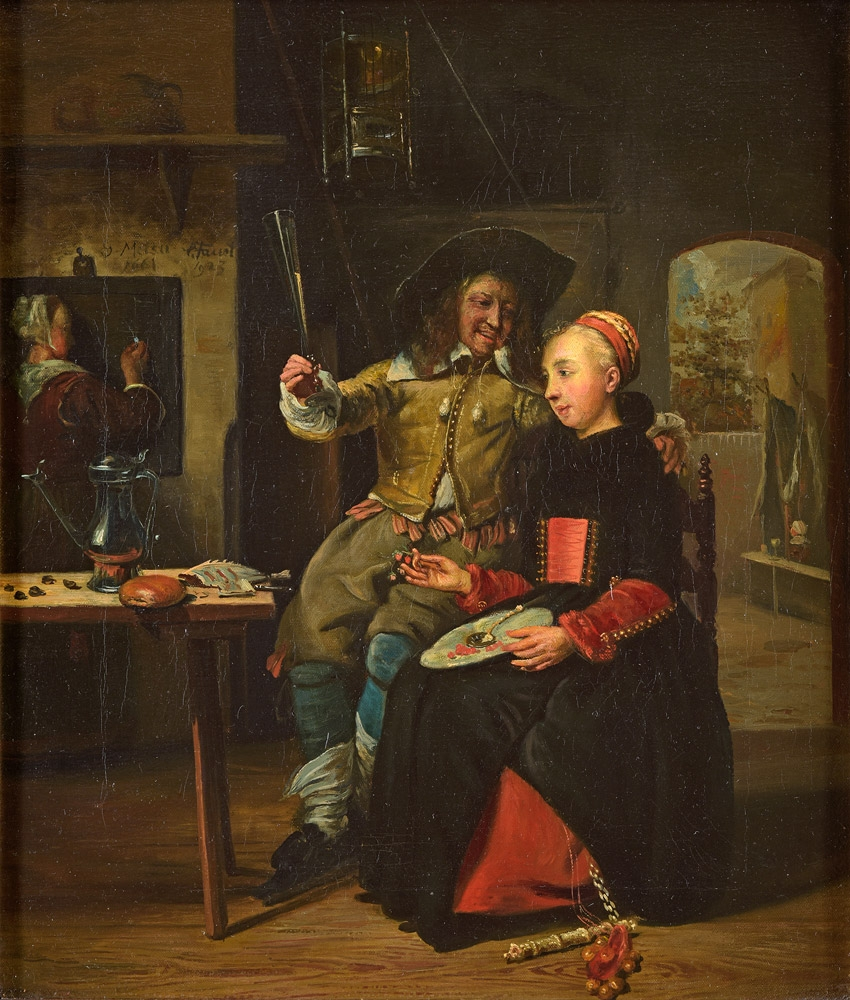
Holländisches Paar

Faust war zunächst Dekorationsmaler und studierte ab 1894 an der Kunstakademie Düsseldorf Malerei. Dort waren Johann Peter Theodor Janssen, Heinrich Lauenstein und Claus Meyer seine Lehrer. Neben der Genre- und Porträtmalerei spezialisierte er sich auf die Nachbildung von Werken alter Meister. Replikate fertigte er etwa von Werken von Anthonis van Dyck, Frans Hals, Hans Holbein dem Jüngeren, Bartolomé Esteban Murillo, Rembrandt van Rijn und Tizian. Zu den Persönlichkeiten, die ihn als Maler schätzten, gehörten die Kunstsammler Arthur Hauth und  Alexander Schnütgen sowie der Kölner Erzbischof Felix von Hartmann. Schnütgen ließ sich im Jahr 1910 im Lehnstuhl sitzend und im Sterbejahr 1918 von ihm malen.